# Kafr Asad
Kafr Asad (arabiska: كفرأسد) är en departementshuvudort i Jordanien.   Den ligger i guvernementet Irbid, i den norra delen av landet, 70 km norr om huvudstaden Amman. Kafr Asad ligger 363 meter över havet och antalet invånare är 8 203.
Terrängen runt Kafr Asad är huvudsakligen kuperad, men den allra närmaste omgivningen är platt. Runt Kafr Asad är det mycket tätbefolkat, med 1 313 invånare per kvadratkilometer. Närmaste större samhälle är Irbid, 13,4 km öster om Kafr Asad. Trakten runt Kafr Asad består till största delen av jordbruksmark.